# Clerk of the United States House of Representatives
Der Clerk of the United States House of Representatives (wörtlich übersetzt: Schriftführer des Repräsentantenhauses der Vereinigten Staaten) ist ein Beamter des Repräsentantenhauses der Vereinigten Staaten, dessen Hauptaufgabe darin besteht, als oberster Protokollführer des Repräsentantenhauses zu fungieren.

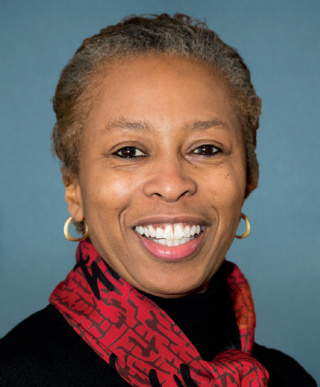
Cheryl L. Johnson, Clerk von 2019 bis 2023

## Aufgaben
Zusammen mit den anderen Amtsträgern des Repräsentantenhauses wie dem Sergeant at Arms wird der Clerk alle zwei Jahre gewählt, wenn sich das Repräsentantenhaus für einen neuen Kongress konstituiert. Zu Beginn einer neuen Legislaturperiode im Kongress (im Januar jedes ungeraden Jahres) sitzt der Clerk dem Plenum bis zur vollendeten Wahl des Sprechers des Repräsentantenhauses vor. Die Mehrheits- und Minderheitsfraktionen nominieren nach der Wahl des Sprechers Kandidaten für die Ämter im Repräsentantenhaus. Das Plenum des Repräsentantenhauses nimmt einen Beschluss zur Wahl der Amtsträger an, die ihr Amt antreten, nachdem sie den Amtseid geleistet haben.

## Geschichte
Die Verfassung der Vereinigten Staaten besagt in Artikel 1, Abschnitt 2: „Das Repräsentantenhaus wählt seinen Sprecher und andere Amtsträger…“ Am 1. April 1789, als das Repräsentantenhaus zum ersten Mal beschlussfähig war, stand zunächst die Wahl des Speakers, Frederick Augustus Conrad Muhlenberg, eines Abgeordneten aus Pennsylvania, auf der Tagesordnung. Der nächste Tagesordnungspunkt war die Wahl des Schriftführers, John Beckley aus Virginia.
Die ersten fünf Sekretäre des Repräsentantenhauses waren auch Bibliothekar des Kongresses, was 1815 in ein eigenes Amt umgewandelt wurde. South Trimble, ein ehemaliger Abgeordneter aus Kentucky, der von 1911 bis 1919 und erneut von 1931 bis 1946 das Amt des Schriftführers innehatte, war der bislang am längsten amtierende Schriftführer in der Geschichte des Repräsentantenhauses.
Die amtierende Schriftführerin war bis Juni 2023 Cheryl L. Johnson aus Louisiana. Sie wurde am 25. Februar 2019 zu Beginn des 116. Kongresses als Nachfolgerin von Karen L. Haas gewählt. Robert Reeves war stellvertretender Clerk und Gigi Kelaher Senior Advisor to the Clerk. Johnson amtierte auch für den 117. Kongress und zu Beginn des 118. Kongresses.
Im Juni 2023 kündigte Cheryl L. Johnson in einer Rede vor der Abgeordnetenkammer ihren Rücktritt zum 30. Juni 2023 an und wurde von den Abgeordneten mit stehenden Ovationen bedacht. Ihr Nachfolger wurde Kevin McCumber.